# Matthias Duld
Matthias Duld (* 13. Jänner 1864 in Königsdorf; † 14. Dezember 1940 ebenda) war ein österreichischer Landwirt und Politiker (Landbund). Er war Abgeordneter zum Burgenländischen Landtag und Abgeordneter zum Nationalrat.

## Leben
Matthias Duld wurde als Sohn des Landwirts Matthias Duld aus Königsdorf geboren. Er besuchte die Volksschule und war danach als Landwirt tätig. 1931 wurde er zum Ökonomierat ernannt.
Er war verheiratet.

## Politik
Duld war von 1918 bis 1921 Bürgermeister von Königsdorf und wurde 1922 in den Landesparteivorstand des Landbundes gewählt. Er hatte zwischen 1922 und 1926 die Funktion des Kassiers inne und gehörte vom 13. November 1923 bis zum 20. Mai 1927 dem Burgenländischen Landtag an. Davor war er vom 19. Juli 1922 bis zum 20. November 1923 Abgeordneter zum Nationalrat. Duld gehörte im Nationalrat keinem Klub an.